# Comuna Măgești, Bihor
Măgești (în maghiară: Szászfalva) este o comună în județul Bihor, Crișana, România, formată din satele Butani, Cacuciu Nou, Dobricionești, Gălășeni, Josani, Măgești (reședința) și Ortiteag.

## Demografie
Componența etnică a comunei Măgești
     Români (81,43%)
     Romi (7,35%)
     Maghiari (4,51%)
     Alte etnii (0,84%)
     Necunoscută (5,87%)
Componența confesională a comunei Măgești
     Ortodocși (78,39%)
     Penticostali (6,83%)
     Reformați (4,59%)
     Baptiști (2,56%)
     Romano-catolici (1,08%)
     Alte religii (0,32%)
     Necunoscută (6,23%)
Conform recensământului efectuat în 2021, populația comunei Măgești se ridică la 2.504 locuitori, în scădere față de recensământul anterior din 2011, când fuseseră înregistrați 2.717 locuitori. Majoritatea locuitorilor sunt români (81,43%), cu minorități de romi (7,35%) și maghiari (4,51%), iar pentru 5,87% nu se cunoaște apartenența etnică. Din punct de vedere confesional, majoritatea locuitorilor sunt ortodocși (78,39%), cu minorități de penticostali (6,83%), reformați (4,59%), baptiști (2,56%) și romano-catolici (1,08%), iar pentru 6,23% nu se cunoaște apartenența confesională.

## Politică și administrație
Comuna Măgești este administrată de un primar și un consiliu local compus din 11 consilieri. Primarul, Marin Merț[*], de la Partidul Național Liberal, este în funcție din 2012. Începând cu alegerile locale din 2024, consiliul local are următoarea componență pe partide politice:
|  | Partid                                 | Consilieri | Componența Consiliului | Componența Consiliului | Componența Consiliului | Componența Consiliului |
|  | -------------------------------------- | ---------- | ---------------------- | ---------------------- | ---------------------- | ---------------------- |
|  | Partidul Național Liberal              | 4          |                        |                        |                        |                        |
|  | Partidul Social Democrat               | 3          |                        |                        |                        |                        |
|  | Alianța Dreapta Unită                  | 2          |                        |                        |                        |                        |
|  | Alianța pentru Unirea Românilor        | 1          |                        |                        |                        |                        |
|  | Uniunea Democrată Maghiară din România | 1          |                        |                        |                        |                        |

## Atracții turistice
- Biserica de lemn „Sfinții Arhangheli Mihail și Gavril” din satul Josani, construcție 1798
- Biserica de zid de la Cacuciu Nou, secolul XIII
- Rezervația naturală „Peștera Gălășeni” (0,10 ha.)
- Defileul Crișului Repede - Pădurea Craiului (sit de importanță comunitară inclus în rețeaua europeană Natura 2000 în România)